# گلاستر سیتی (نیوجرسی)
گلاستر سیتی (به انگلیسی: Gloucester City) شهری در ایالت نیوجرسی کشور ایالات متحده آمریکا است که جمعیت آن در سرشماری سال ۲۰۱۰ میلادی، ۱۱٬۴۵۶ نفر بوده‌است.